# Yantis (Teksas)
Yantis je gradić u američkoj saveznoj državi Teksas. Prema popisu stanovništva iz 2010. u njemu je živjelo 388 stanovnika.